# 披蓬
披蓬，也称为Phi Pong是泰国北方民间信仰中的一种鬼魂，它在泰北依善地区方言中还有另一个名字：Phi Phao(ผีเป้า)。当地居民相信披蓬是由一种叫做“凡蓬”(ว่านผีโพง;"鬼草")的植物使用黑魔法而变换为人形，这种植物在炎热的季节会散发味道，而在夜间则会发出l。
白天时披蓬的身形幻化成像正常人类，但到了晚上就变成了无实体的鬼魂。 如要区辨披蓬的特征是，它的鼻孔会像火炬一样发出强烈光芒，通常它会在晚上出没寻找食物，猎捕并使用诸如像青蛙、鱼、粪便、动物尸体或者像Krasue、Krahang或者Pop这样的未知生物。
一般来说，除非受到生命威胁，否则披蓬不会主动伤害人类。但据说披蓬会从屋顶上扔下香蕉，这将使被香蕉击中标记的家庭遭受许多不幸。如果有人识破幻化成人的披蓬，那么披蓬这个人形伪装就会立即死亡，从而再次化为鬼魂状态。披蓬据说是可携带病菌的生物，它可以通过吐出来的唾液将疾病传染给人类。
在那空叻差是玛府的Chok Chai District的Phlapphla Subdistrict。有一个离市中心大约5公里的名为“ Ban Nong Phi Lok”(บ้านหนองผีหลอก;"幽灵出没")的村庄。这个村庄的村民以种植木薯和稻田为主，村庄过去有大约1 / 3英亩的湿地毗邻土路。因多年的传言所致，据说在晚上披蓬就经常出没在这些土路附近寻找食物，因此没有人敢走夜路。直到现在，这个村还没有被正名为一个村庄。
2023 年 10 月 29 日（星期日）凌晨 05:00 左右，恰逢佛教解夏节结束。在位于猜也蓬府Thep Sathit区的一所房前，一名17岁的女孩（房主的女儿）拍摄到了漂浮在她家门前的奇怪灯光影像。这个光球实体只是在房子的附近乱晃，随后光球分解成两道光芒并逐渐升入树木顶端，飘过田野，消失于远方的的荒野中，当地人都相信这是披蓬发出的光芒。

## 流行文化
2003 年， 披蓬出现在恐怖多段式电影《Lhorn (หลอน)》中。